# Peixe-médico
O peixe-médico (Garra rufa) é uma espécie de peixe utilizado com fins medicinais.

## Medicina
Na Turquia, foi criada uma piscina ao ar livre com peixes que se alimentam da pele de doentes com psoríase. O peixe consome apenas a pele morta ou afetada pela doença, deixando a pele saudável crescer normalmente. Ainda que este tratamento não cure a doença, apenas aliviando temporariamente os sintomas, os doentes repetem periodicamente os tratamentos. Registaram-se casos de cura completa da psoríase após alguns tratamentos. Ora, devido à natureza imprevisível da doença, fortemente influenciada por factores endógenos, a cura pode surgir, mas normalmente não é provável.
A espécie tem o habitat nas bacias hidrográficas das áreas setentrionais e centrais do Médio Oriente, nomeadamente nos rios Jordão, Orontes, Tigre e Eufrates, assim como em rios e lagoas da Turquia e do norte da Síria. A sua exploração comercial é protegida por lei na Turquia, devido ao receio de uma captura excessiva para exportação. Os Garra rufa podem ser criados em aquários domésticos. Embora não seja um peixe para principiantes, é bastante robusto. Para tratamento de doenças de pele, os espécimes de aquário não serão os mais adequados, pois a tendência para se alimentarem de pele manifesta-se apenas em condições de alimentação escassa e irregular.

## Estética
Os peixes-pedicure são utilizados na Ásia, nos Estados Unidos e, crescentemente, em todo o mundo, para uma técnica popular de limpeza dos pés. Segundo os adeptos da técnica, o trabalho destes peixes é mais higiênico do que o realizado com tesouras e navalhas.
A estância termal de Oedo Onsen Monogatari, em Tóquio, disponibilizou este tratamento aos seus clientes a partir de abril de 2006, anunciando-o não só para doenças de pele, mas também como excelente pedicure.
Os peixes, em cardume, mordem os pés dos clientes (que sentem apenas um ligeiro formigueiro, totalmente inócuo e indolor), removendo as células mortas da pele, o que permite a sua esfoliação.
A duração do tratamento, em banheiras com 100 peixes em média, é de 15 a 30 minutos, passando depois o cliente por uma pedicure normal.